# Primer Plan Quinquenal (China)
El Primer Plan Quinquenal (en chino tradicional, 第一個五年計劃; en chino simplificado, 第一个五年计划; pinyin, dìyīwǔniánjìhuà    se refiere al plan formulado por el Gobierno de la República Popular China para el desarrollo de la economía nacional de 1953 a 1957. El plan fue formulado bajo los auspicios de Zhou Enlai, primer ministro del Consejo del Gobierno Popular Central, y de Chen Yun, vice primer ministro, y ocupa un lugar importante en la historia de la República Popular China. El éxito del plan sentó las bases de la industrialización de China y se convirtió en una historia de éxito en el desarrollo de la industrialización del país después de la década de 1950. Produjo un gran número de expertos técnicos, trabajadores industriales, aumentó la renta nacional y mejoró la modernización del EPL mediante la introducción de tecnología soviética y de Europa del Este.
El 19 de abril de 1954, el Comité Central del Partido Comunista de China emitió oficialmente una decisión sobre la creación de un grupo de trabajo de ocho miembros para la preparación del proyecto de plan quinquenal, en la que se indicaba que la tarea del grupo de trabajo era seguir estudiando el ritmo del desarrollo industrial en el esquema del primer plan quinquenal, los 141 proyectos de construcción asistidos por la Unión Soviética, la proporción de las inversiones, el alcance de la transformación socialista de la agricultura, la artesanía y la industria y el comercio privados y la estabilización del mercado, etc. Problemas. Los días 29 y 30 de junio, Chen Yun presentó un informe al Comité Central del PCC sobre la preparación del Primer Plan Quinquenal.

## Tareas básicas
- Para establecer la base inicial de la industrialización socialista de la República Popular China, los esfuerzos se concentraron en la construcción industrial, incluyendo 156 proyectos de construcción diseñados por la Unión Soviética con la ayuda de la República Popular China, así como 694 proyectos de construcción grandes y medianos.
- Establecer las bases para la transformación socialista de la agricultura y la artesanía, el desarrollo de cooperativas de producción agrícola bajo propiedad colectiva parcial.
- Para establecer las bases de la transformación socialista de la industria y el comercio privados, la industria y el comercio capitalistas fueron sometidos a diversas formas de capitalismo de Estado, respectivamente.

## Asignación de inversiones
El principio rector del primer plan quinquenal era “desplazar la atención hacia la construcción de capital”. Se dispuso una inversión total de 76.640 millones de RMB. De ellos, 42.740 millones de RMB se invirtieron en la construcción de capital, lo que supone el 55,8% del gasto total; de los otros 33.900 millones de RMB, que suponen el 44,2% del gasto total, una parte considerable se destinó a la exploración de recursos, estudios de ingeniería, diseño de ingeniería, reservas de equipos, etc.
En la inversión en construcción de capital, el sector industrial invirtió 24.850 millones de RMB, lo que supone el 58,1%.
La industria siderúrgica ha previsto una inversión de 3.452 millones de RMB y ha realizado una inversión de 3.793 millones de RMB. La industria de los metales no férreos ha previsto una inversión de 1.991 millones de RMB, con una inversión real realizada de 1.845 millones de RMB.

## Logros

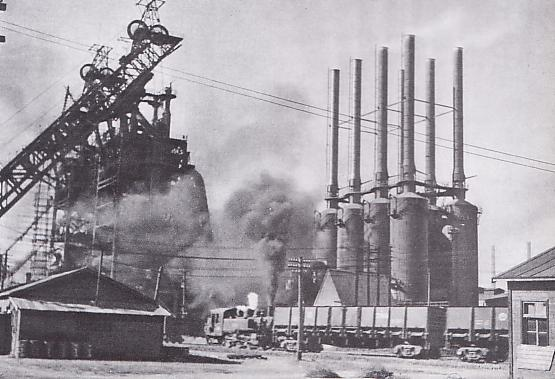
Empresa de acero Anshan

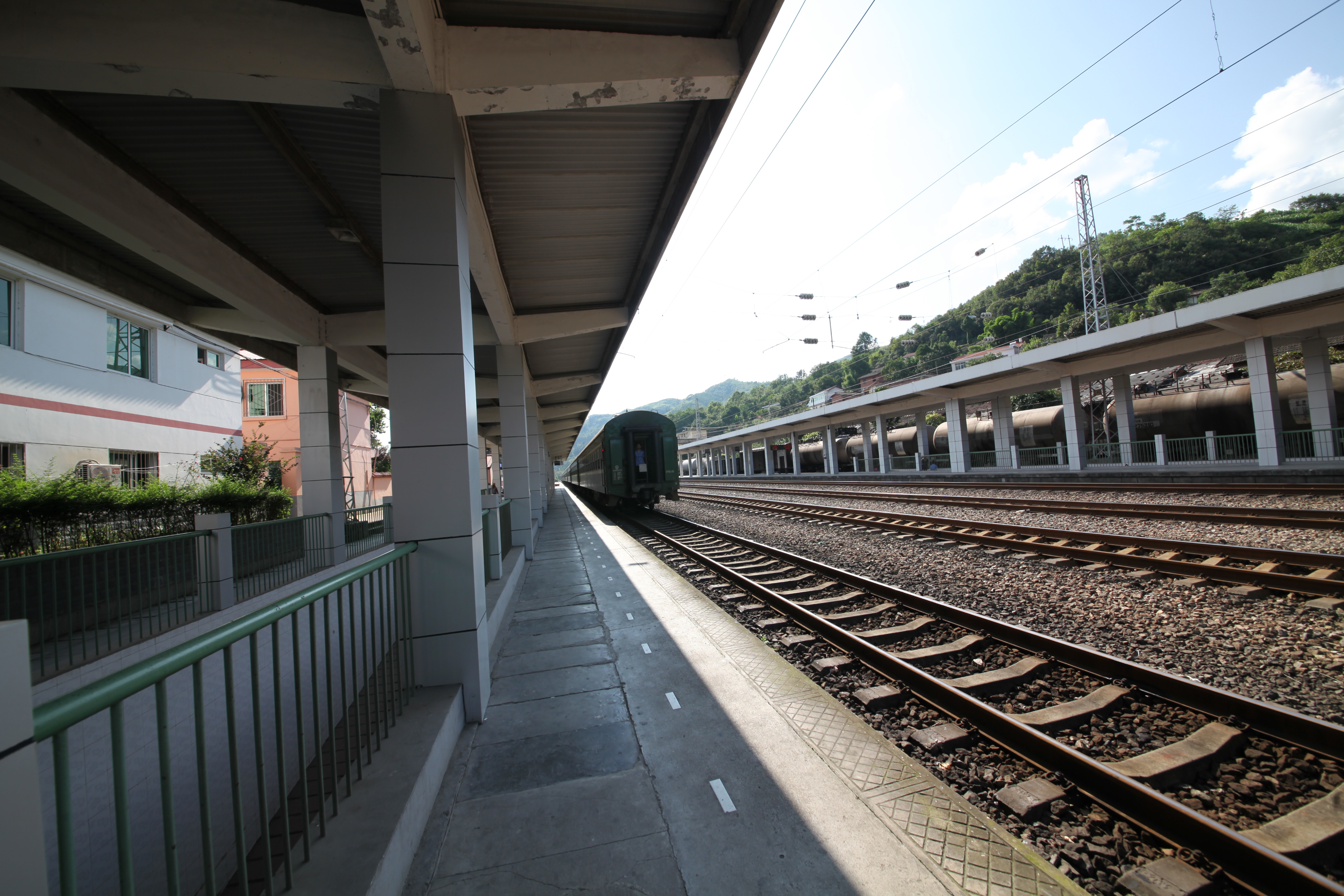
Ferrocarril de Baocheng Estación de Yangpingguan

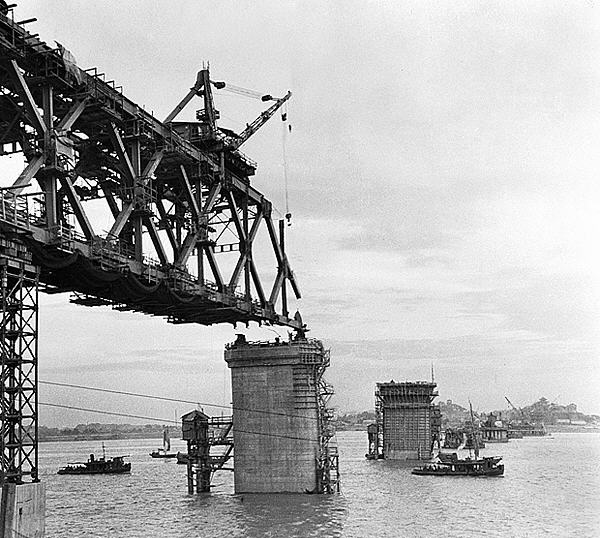
Puente de Wuhan sobre el río Yangtsé

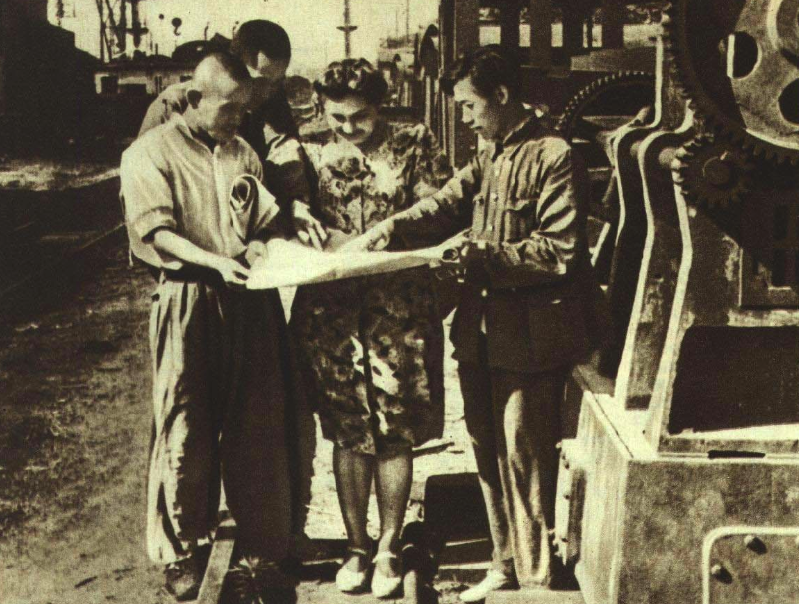
La experta soviética Nina Boldaev Cheva instruye a la sucursal ferroviaria de Dalian

Las tareas de construcción previstas en el plan se completaron a finales de 1957. Se establecen las bases iniciales de la industrialización socialista en la República Popular China. La transformación socialista de la agricultura individual, de la artesanía y de la industria y el comercio privados se ha completado básicamente. Las relaciones de producción socialistas están básicamente establecidas.

### Industria
- Changchun Primera fábrica de automóviles
- 7 artículos de acero
  - Anshan Steel Company
  - Wuhan Steel Company
  - Baotou Steel Company
  - Benxi Iron and Steel Company
  - Furalki Special Steel Plant
  - Planta de ferroaleaciones de Jilin
  - Mina de vanadio y titanio de Rhe

- 13 artículos de metales no ferrosos
  - Fushun Aluminium Plant
  - Planta de procesamiento de aluminio Harbin
  - Planta de electrodos de Jilin
  - Planta de carburo cementado de Zhuzhou
  - Luoyang Copper Processing Plant
  - Mina de molibdeno de Yangjiajianzi
  - Baiyin Non-Ferrous Metals Company
  - Mina de tungsteno de Jiangxi Dajishan terminada y puesta en funcionamiento en 1958
  - Mina de tungsteno de Jiangxi Xihuashan completada y puesta en producción en 1960
  - Mina de tungsteno de Jiangxi Higashimishan
  - Yunnan Tin Company
  - Mina de Cobre de Dongchuan
  - Mina de plomo-zinc de Huize

### Transporte
Se han construido 4.000 km de ferrocarril y 10.000 km de carreteras principales.
- Puente de Wuhan sobre el río Yangtsé
- Ferrocarril de Baocheng
- Ferrocarril de Yingxia

## Existen problemas
- El Gran Salto Adelante que se produjo en 1958 provocó tensiones en la Finanzas de la RPCh.
- La transformación socialista de la agricultura individual de la RPC, de la artesanía y de la industria y el comercio privados fue demasiado rápida y dejó un legado.
- En algunas empresas, la gestión burocrática sustituyó a los operadores profesionales originales, sentando las bases de la burocratización y la rigidez de la posterior economía planificada.